# Zelotes kulempikus
Zelotes kulempikus är en spindelart som beskrevs av FitzPatrick 2007. Zelotes kulempikus ingår i släktet Zelotes och familjen plattbuksspindlar.
Artens utbredningsområde är Kenya. Inga underarter finns listade i Catalogue of Life.